# Leisure Lake (Misuri)
Leisure Lake es un lugar designado por el censo ubicado en el condado de Grundy en el estado estadounidense de Misuri. En el Censo de 2010 tenía una población de 160 habitantes y una densidad poblacional de 42,2 personas por km².

## Geografía
Leisure Lake se encuentra ubicado en las coordenadas 40°6′35″N 93°43′25″O / 40.10972, -93.72361. Según la Oficina del Censo de los Estados Unidos, Leisure Lake tiene una superficie total de 3.79 km², de la cual 3.6 km² corresponden a tierra firme y (5.12%) 0.19 km² es agua.

## Demografía
Según el censo de 2010, había 160 personas residiendo en Leisure Lake. La densidad de población era de 42,2 hab./km². De los 160 habitantes, Leisure Lake estaba compuesto por el 100% blancos, el 0% eran afroamericanos, el 0% eran amerindios, el 0% eran asiáticos, el 0% eran isleños del Pacífico, el 0% eran de otras razas y el 0% pertenecían a dos o más razas. Del total de la población el 0.63% eran hispanos o latinos de cualquier raza.